# Hadasa Rubin
Hadasa Rubin (ur. 1912 w Jampolu, zm. 2003 w Hajfie) – polska i izraelska poetka żydowskiego pochodzenia, tworząca w języku jidysz, także działaczka społeczności żydowskiej.

## Życiorys
Urodziła się w Jampolu w rodzinie żydowskiej Dovida Rubina. Ukończyła polską szkołę średnią w Krzemieńcu. Dzieciństwo i młodość spędziła w Galicji Wschodniej, skąd na początku lat 30. XX w. przeniosła się do Wilna. W okresie międzywojennym była aktywistką komunistyczną, a za swoją działalność była więziona. Wówczas zadebiutowała jako poetka i wydała liryki Durch kratn. Od 1934 była związana z grupą poetycką Jung Wilne.
Okres II wojny światowej spędziła w Kirgizji w sowieckiej Azji Środkowej.
W 1946 jako repatriantka wróciła do Polski i zamieszkała w Szczecinie. Pełniła funkcję sekretarza Żydowskiego Towarzystwa Kultury, a w latach 1950–1952 przewodniczącej szczecińskiego oddziału Towarzystwa Społeczno-Kulturalnego Żydów w Polsce. W 1953 przeprowadziła się do Warszawy. W latach 1956–1959 była pracownikiem pisma „Yidishe shriftn”. W swoich bezpośrednio powojennych utworach podejmowała tematykę Zagłady, wojny i zaangażowania w komunizm. Jej liryki osobiste cechuje ściszony głos i empatia. Na tle maskulinizacji postaci kobiecych w kulturze socrealistycznej, utwory Hadasy Rubin cechują się typowo kobiecymi pierwiastkami: delikatnością, nadwrażliwością zmysłów, przekazem między babką (matką) a córką. Wydany w 1957 roku tom Trit in der nacht zawiera wiele wierszy rozrachunkowych z własną przeszłością polityczną.
19 stycznia 1955 na wniosek Ministra Kultury i Sztuki została odznaczona Medalem 10-lecia Polski Ludowej.
W 1960 z mężem i córką wyemigrowała do Izraela. Współpracowała m.in. z pismem „Di Goldene Kejt”. Czerpiąc inspirację z życia izraelskiego, wydała cztery tomy poezji (ostatni w 1995) roku. Polskie przekłady opublikowano w antologiach poezji żydowskiej.
Zmarła w 2003 w Hajfie.

## Twórczość

### w Polsce
- Majn gas is in fener (1953)
- Wejtik un frejd (1955)
- Trit in der nacht (1957)

### w Izraelu
- Fun mencz cu mencz (1964)
- In cugwint (1981)
- Ejdertog (1988)
- Rajst op niszt di blum (1995)